# Hippothoa divaricata
Hippothoa divaricata är en mossdjursart som beskrevs av Jean Vincent Félix Lamouroux 1821. Hippothoa divaricata ingår i släktet Hippothoa och familjen Hippothoidae. Arten är reproducerande i Sverige.

## Underarter
Arten delas in i följande underarter:
- H. d. pacifica
- H. d. arctica